# 中華民國—剛果共和國關係
中華民國與刚果共和国（通稱剛果、剛果(布)）於1960—1964年有官方外交關係，斷交後，目前沒有在對方首都互設具大使館功能的代表機構。對剛果的相關事務由駐歐盟兼駐比利時代表處、駐法國台北代表處、駐普羅旺斯臺北辦事處共同管轄。

## 政治

### 外交

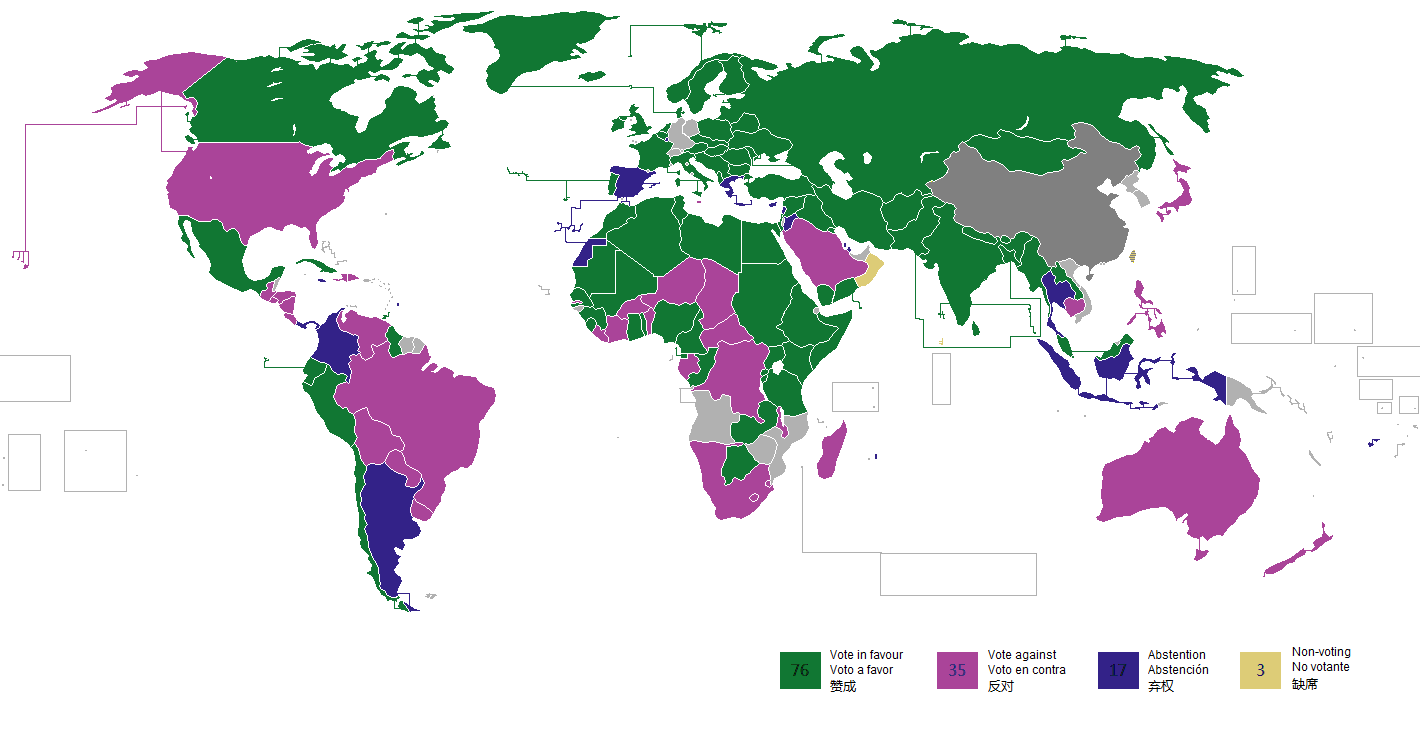
綠色國家表示在1971年的投票中反對中華民國續留聯合國，即《聯合國大會2758號決議》，其中包括當時的剛果人民共和國。

1960年9月10日，建立大使級外交關係，於首都布拉薩設立中華民國駐剛果共和國大使館，並派駐大使。剛果則未設立大使館、派駐大使。
1964年4月17日，與中華民國斷交。20日，關閉大使館。
1971年10月25日，第26屆聯合國大會就剛果人民共和國等23國所提出的「恢復中華人民共和國在聯合國的合法權利」議案進行表決。最終以76票贊成、35票反對、17票棄權的結果通過。根據《聯合國憲章》和聯合國大會議事規則，提案通過即成為正式決議，是為《聯合國大會2758號決議》。中華民國、馬爾地夫、阿曼等3國未投票。代表中國正統的中華民國政府，以外交部長周書楷為代表，在表決之前數小時，於大會上主動宣布退出聯合國。日後，中華民國政府將此決議稱為「排我納匪案」。
1995年8月15日，於首都布拉薩設立中華民國駐剛果共和國代表團。1997年9月12日關閉。

#### 中華民國駐剛果共和國大使（1960－1964年）
| 姓名   | 任命          | 到任          | 遞交国书     | 離任          | 外交衔级 | 外交職務     |
| ------ | ------------- | ------------- | ------------ | ------------- | -------- | ------------ |
| 陳澤溎 | 1960年9月30日 | 1960年9月30日 |              | 1961年7月24日 | 參事     | 臨時代办     |
| 沈錡   | 1961年6月22日 | 1961年7月24日 | 1961年8月1日 | 1964年4月20日 | 大使     | 特命全權大使 |

#### 中華民國駐剛果共和國代表（1995－1997年）
| 姓名   | 任命          | 到任 | 離任 | 外交衔级 | 外交職務 | 備註  |
| ------ | ------------- | ---- | ---- | -------- | -------- | ----- |
| 陳景濤 | 1995年8月21日 |      |      | 代表     | 秘書     | [ 4 ] |

## 經濟

### 貿易
| 年分 | 貿易總額    | 貿易總額  | 貿易總額 | 出口至剛果共和國 | 出口至剛果共和國 | 出口至剛果共和國 | 自剛果共和國進口 | 自剛果共和國進口 | 自剛果共和國進口 | 順逆差 |
| 年分 | 金額        | 年增減    | 排名     | 金額             | 年增減           | 排名             | 金額             | 年增減           | 排名             | 順逆差 |
| ---- | ----------- | --------- | -------- | ---------------- | ---------------- | ---------------- | ---------------- | ---------------- | ---------------- | ------ |
| 2017 | 40,360,326  | ▼55.1%    | 111      | 765,631          | ▼39.5%           | 185              | 39,594,695       | ▼55.3%           | 85               | 逆差▼  |
| 2018 | 24,925,687  | ▼38.2%    | 128      | 779,581          | ▲1.8%            | 183              | 24,146,106       | ▼39.0%           | 96               | 逆差▼  |
| 2019 | 7,903,370   | ▼68.3%    | 154      | 786,671          | ▲0.9%            | 178              | 7,116,699        | ▼70.5%           | 116              | 逆差▼  |
| 2020 | 7,590,536   | ▼4.0%     | 148      | 373,465          | ▼52.5%           | 187              | 7,217,071        | ▲1.4%            | 116              | 逆差▲  |
| 2021 | 127,623,537 | ▲1,581.4% | 90       | 325,440          | ▼12.9%           | 194              | 127,298,097      | ▲1,663.8%        | 69               | 逆差▲  |
| 2022 | 6,562,040   | ▼94.9%    | 163      | 1,993,366        | ▲512.5%          | 170              | 4,568,674        | ▼96.4%           | 125              | 逆差▼  |
| 2023 | 19,372,469  | ▲195.2%   | 129      | 1,927,324        | ▼3.3%            | 166              | 17,445,145       | ▲281.8%          | 102              | 逆差▲  |
| 2024 | 50,318,087  | ▲159.7%   | 102      | 2,341,195        | ▲21.5%           | 161              | 47,976,892       | ▲175.0%          | 83               | 逆差▲  |

2023年的兩國貿易項目如下：
出口至剛果共和國的前10大項目為：木材、軟木、骨材、硬質橡膠、硬質塑膠或類似硬質材料加工機床；特定用途機器之零件與附件；丙烯或其他烯烃之聚合物；橡膠或塑料加工機或以此類原料製造產品之機械；齿轮切削、研磨、精製用之機床與切削金属或瓷金之工具機；金屬或瓷金用磨石、研磨料與抛光物達成磨光作用之工具機；空氣泵或真空泵、空氣或其他氣體压缩机與风扇；調製膠與其他調製粘著劑；電話機（包括智能手机），以及其他傳輸或接收聲音、圖像之有線或无线网络通訊器具；冷藏機、冷凍機與其他冷藏或冷凍設備等。
自剛果共和國進口的前10大項目為：未經塑性加工精炼铜與銅合金；木材；未經塑性加工锡；原木；塑膠管與附件；集成电路；特殊物品，含進口未超過5萬新臺幣之小額報單與其他零星物品；特定用途機器之零件與附件；酵素、調製酵素；变压器、靜電式變流器與電感器等。

## 簽證

持中華民國護照的中華民國國民簽證要求分布圖：入境剛果共和國需要簽證。

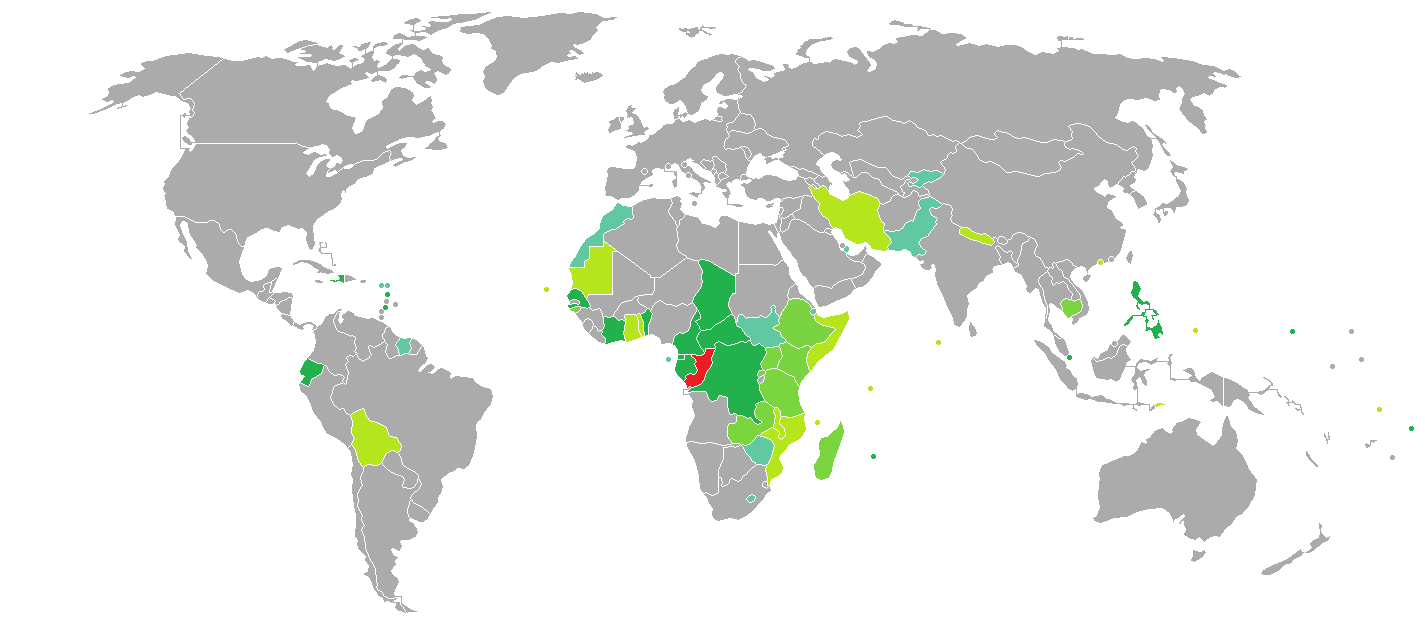
持剛果共和國護照的剛果共和國人口簽證要求分布圖：入境中華民國需要簽證。

兩國國民皆須申請簽證方可入境對方國家。持中華民國護照的中華民國國民可前往剛果共和國駐日本大使館申請簽證。經剛果轉機，無須過境簽證。
持剛果共和國護照的剛果國民抵台參加由中央政府機關主辦、協辦或贊助之國際會議、運動賽事、商展或其他活動，可以電子簽證入境中華民國，停留最多30天並不得延期。

## 交通

### 航空

#### 客運
兩國無直航班機，可經由（不計航點遠近，截至2023年6月27日）：
- 台北→伊斯坦堡、巴黎，再轉機前往剛果共和國的國際機場（英语：List of airports in the Republic of the Congo）。

### 駕車
持有中華民國國際駕駛執照可在剛果共和國駕車。

## 外部連結
- 中華民國外交部－剛果共和國簡介 （页面存档备份，存于）
- 駐歐盟兼駐比利時代表處
- 駐法國台北代表處
  - 駐普羅旺斯辦事處
- 外交部領事事務局－國外旅遊警示分級表
- 中華民國衛生福利部－國際旅遊疫情建議等級
- 中華民國國際經濟合作協會 （页面存档备份，存于）